# 에스오에스랩
에스오에스랩(영어: SOS LAB)은 2016년에 설립된 대한민국의 기업으로, LiDAR(Light Detection and Ranging) 제품 개발과 다양한 분야(자율주행, 로봇, 스마트시티, 산업안전 등)에 걸친 솔루션 사업을 영위하고 있다. 특히, 3D Solid-state(고정형) LiDAR와 2D mechanical(기계식) LiDAR 제품을 통해 고객 맞춤형 솔루션을 제공하고 있다.
에스오에스랩의 주요 제품군인 ML series는 고해상도 공간 데이터를 제공하는 3D LiDAR로, Flash 타입의 고정형 라이다에 속한다. 기계식 구동부가 없는 구조 덕분에 외부 진동과 충격에 강하며, 두 개의 칩과 두 개의 렌즈로 구성된 간결한 구조로 소형화가 용이하다. 이러한 특성으로 Automotive 적용 시 차량 외관의 디자인을 해치지 않는 설계와 제작이 가능하다. GL series는 넓은 화각과 빠른 스캔 속도를 갖춘 2D LiDAR로, 높은 범용성을 기반으로 스마트 팩토리 및 산업안전 분야에 주로 활용되고 있다.
에스오에스랩은 LiDAR 기술 및 솔루션을 기반으로 코스닥에 상장한 국내 최초 기업으로, 혁신적인 기술력을 인정받으며 사업 영역을 확장하고 있다.

## 연혁
| 년도 | 내용                                           | 비고                                                                                             |
| 2024 | CES Innovation Awards 2025 선정                | ML-U (Vehicle Tech & Advanced Mobility)                                                          |
| 2024 | GL-5 출시 (Mechanical Scanning 2D LiDAR)       |                                                                                                  |
| 2024 | 기술특례 KOSDAQ (464080) 상장                  |                                                                                                  |
| 2023 | 4IR AWARD 미래차 부문 ‘대상’ 수상              | 고정형 라이다                                                                                    |
| 2022 | 4IR AWARD 미래차 부문 ‘대상’ 수상              | 자율주행 라이다                                                                                  |
| 2022 | ML-X 양산 출시 (Solid-state 3D LiDAR)          |                                                                                                  |
| 2021 | GL-3 양산 출시 (Mechanical Scanning 2D LiDAR)  |                                                                                                  |
| 2021 | 국무총리 표창장 수상                           | 표창 공로: 발명 진흥을 통한 국가산업 발전 이바지                                                 |
| 2021 | Gartner Cool Vendor 2021 선정                  | Perception Solution for Autonomous Vehicles                                                      |
| 2020 | CES Innovation Awards 2021 선정                | ML-2: Fish-eye Solid-state LiDAR for Commercial Vehicles (Vehicle Intelligence & Transportation) |
| 2020 | ML-0/2 출시 (Solid-state 3D LiDAR)             |                                                                                                  |
| 2020 | 특허기술상 ‘세종대왕상 (1등상)’ 수상           | 라이다 장치 (특허청 & 중앙일보 주관 특허기술상)                                                  |
| 2019 | SL-3 출시 (Hybrid Scanning 3D LiDAR)           |                                                                                                  |
| 2019 | KES Innovation Awards ‘Best New Product’ 선정  | ML-1: Solid-State LiDAR for Autonomous Vehicles (The LiDAR)                                      |
| 2018 | KES Innovation Awards ‘Best New Product’ 선정  | SL-1+: 3D LiDAR for Autonomous Vehicles                                                          |
| 2018 | CES Innovation Award 2019 선정                 | SL-1: 3D LiDAR (Vehicle Technology)                                                              |
| 2018 | GL-Series 출시 (Mechanical Scanning 2D LiDAR)  |                                                                                                  |
| 2017 | KES Innovation Awards ‘Best New Product’ 선정  | Hybrid LiDAR for Self-Driving Cars (SL)                                                          |
| 2017 | 제2회 KSME-SEMES 오픈 이노베이션 챌린지 '대상' | 무인운송로봇(OHT/AGV)의 충돌 방지를 위한 무스캔 방식 장애물 감지 센서 (Solid-State LiDAR)        |
| 2016 | TL 출시 (Solid-state 2D LiDAR)                 |                                                                                                  |
| 2016 | 에스오에스랩 설립                              |                                                                                                  |

## 비전
에스오에스랩의 기업명은 ‘Smart Optical Sensors Lab’의 약자이다. 기업의 슬로건은 ‘우리의 삶을 더욱 스마트하게 (We make the World Smarter with LiDAR)’이다.

## 제품
주요 제품군은 2D, 3D LiDAR와 Data Solution으로 나뉜다. 2D LiDAR는 180도 이상의 넓은 범위를 감지할 수 있으며 로봇 및 산업 자동화 시스템에 최적화되어 있다. 3D LiDAR는 완전 고정형(Solid-state & Flash)타입이며 구동부가 없어 내구성이 높으면서도 고해상도 공간 정보를 얻을 수 있어 스마트시티, 자율주행 등 고도화된 환경 인식이 필요한 분야에 활용 가능하다. Data Solution은 LiDAR로 획득한 고해상도 공간 데이터를 기반으로 주변 객체 및 환경을 인지하여, 다양한 어플리케이션에 맞춤화된 솔루션을 제공한다. 이렇게 획득한 지능형 공간 정보 데이터는 산업안전, 스마트시티 등 다양한 분야에 활용되고 있다.
'GL'(General LiDAR)은 2D LiDAR로, 2차원 평면 상 좌표를 기반으로 위치와 거리를 측정하는 센서이다. 제품 라인업으로는 GL-310, GL-320, GL-507, GL-540 등이 있다. 장애물 감지와 충돌 방지 기능이 요구되는 로봇의 자율 주행에 활용할 수 있으며, 정밀한 거리 측정과 빠른 응답 속도로 작업 환경의 효율성을 높인다. 또한, 작은 크기로 협소한 공간에도 설치할 수 있어 산업용 로봇, 스마트 팩토리, 산업안전 분야 등 다양한 분야에서 최적화된 솔루션을 제공한다.
'ML'(Mobility LiDAR) 은 기계식 구동부가 없는 완전 고정형 구조의 3D LiDAR이다. 제품 라인업으로는 ML-X (80), ML-X (120), ML-A (60), ML-A (160) 등이 있다. Flash 방식으로 기계식 구동부(회전부)가 없고 카메라와 유사한 간단한 구조(두 개의 칩과 두개의 렌즈)로 구성되어 진동 및 충격에 강하면서도 소형화 및 경량화가 용이하다는 특징을 가진다. ML series는 3차원 공간 정보가 필요한 다양한 분야에 활용 가능하다. (자율주행, 산업안전, 보안/관제, 스마트시티 등)

## 사업분야
Robot
에스오에스랩은 LiDAR기술을 활용해 OHT, AMR 등의 로봇 분야에 솔루션을 제공하고 있다. LiDAR는 로봇의 환경 인식과 정밀한 경로 계획에 필수적인 기술로, 에스오에스랩의 LiDAR 제품은 높은 검출 정확도와 고속 데이터 처리 성능을 강점으로 로봇 시장의 요구에 대응하고 있다.
반도체 제조 공장의 웨이퍼 운반 장치인 OHT(Overhead Hoist Transport)에 에스오에스랩의 GL series가 적용되면서 기존 반도체 제조 공장의 OHT 이동 효율성을 높이는 동시에 안정성과 운영 비용 절감에 기여했다.
에스오에스랩의 LiDAR는 넓은 화각과 고속 데이터 처리 성능을 바탕으로 AMR(Autonomous Mobile Robot)의 자율주행 안정성과 이동 효율성을 극대화하고 작업 환경의 안정성 향상에도 기여하고 있다.
Infrastructure
인프라 산업 분야에 적용된 에스오에스랩의 LiDAR는 실시간 위치 추적과 사람 및 사물 인식 기능을 제공하며, 이를 통해 효율적인 자원 관리와 안전한 환경 구축을 지원한다.
산업안전 분야에서는 작업자와 위험물 간의 거리를 정확하게 측정하여 산업재해를 예방하는 안전 감지 솔루션으로 활용할 수 있으며, 얼굴 정보가 노출되지 않기 때문에 개인정보 보호 측면에서도 강점을 가진다.
스마트시티 분야에서도 효율적인 자원 관리와 안전한 환경 구축을 위해 LiDAR가 적용될 수 있는데, 객체 및 공간 데이터제공을 통해 스마트시티 내의 안전성과 운영 효율성을 크게 향상시킬 수 있다. 또한, 실시간 위험 경고 및 알림 서비스를 통해 위험 요소를 사전에 예방함으로써 더욱 안전한 환경을 구현할 수 있다.
대표적인 인프라분야의 적용 사례로 주차 공간 효율성을 높이는 LPGS (LiDAR Parking Guidance System)가 있다. 에스오에스랩의 LPGS는 빈 주차 공간을 99%의 높은 정확도로 감지하고, 운전자에게 주차장의 차량 흐름 정보(주차장의 차량 출입, 주차 가능 공간 확인 등의 기능 포함)를 실시간으로 제공한다. 1개의 LiDAR로 최소 50면에서 최대 200면의 주차면을 감지할 수 있어 효율적이며, 공항 및 대형 쇼핑몰, 산업단지 등 다양한 환경에서 효율적인 주차 공간 관리를 통해 주차장의 혼잡도를 감소시키는 데 기여하고 있다.
Automotive
LiDAR는 카메라와는 다르게 어두운 환경 악천후 조건에서도 정확한 거리 측정이 가능하며, 레이더보다 높은 해상도의 3D 공간 데이터를 제공할 수 있다. 이로 인해 자율주행차량에 탑재되는 여러 인지 센서 중에서 주변 환경을 정확히 인식하고 장애물 탐지 및 경로 추적에 필수적인 역할을 하는 센서로 주목받고 있다.
에스오에스랩의 LiDAR는 데이터 노이즈와 오차를 제거하는 알고리즘을 적용하여 날씨나 외부 환경에 영향을 최소화 할수 있을뿐 아니라 기존의 기계식 LiDAR에 비해 소형화와 비용 절감에 유리한 완전 고정형 구조의 3D LiDAR이기 때문에 Automotive 분야에 적합하다. 에스오에스랩은 OEM 및 Tier-1 기업과 협업하여 차량의 전방, 후방 램프, 윈드쉴드의 내부 등 다양한 위치에 LiDAR를 설치해 성능 평가 및 품질 테스트를 진행하고 있다.
에스오에스랩은 LiDAR 기술의 대중화를 목표로, 하드웨어 및 소프트웨어의 성능 개선과 생산 비용 절감을 위한 양산 공정 최적화 등 다양한 기술적 노력을 기울이고 있다.

## 사업장
- 본사: 광주광역시 북구 첨단과기로 123, 303호 (오룡동, 산학협력연구관)본사

- 광주 R&D센터: 광주광역시 광산구 빛동10로 22 광주그린카진흥원 글로벌비즈니스센터 303-309호광주 R&D 센터
- 판교 R&D센터: 경기도 성남시 분당구 대왕판교로 660, 유스페이스1 A동 706호, 1103호판교 R&D 센터

- 평촌 생산기술센터: 경기도 안양시 동안구 시민대로327번길 28 에스엘평촌알앤디센터 1층평촌 생산기술센터
- 평촌 제조혁신센터: 경기도 안양시 동안구 부림로170번길 41-13 4층평촌 제조혁신센터
- 여의도 IR 센터: 서울특별시 영등포구 여의대로 108 파크원타워1 538호여의도 IR 센터

## 공식채널
- 에스오에스랩 홈페이지 https://soslab.co/

- 에스오에스랩 유튜브 https://www.youtube.com/@SOSLAB

- 링크드인 https://www.linkedin.com/company/soslablidar/
- 페이스북 https://www.facebook.com/SOSLABLiDAR